# スカウドヴィレ

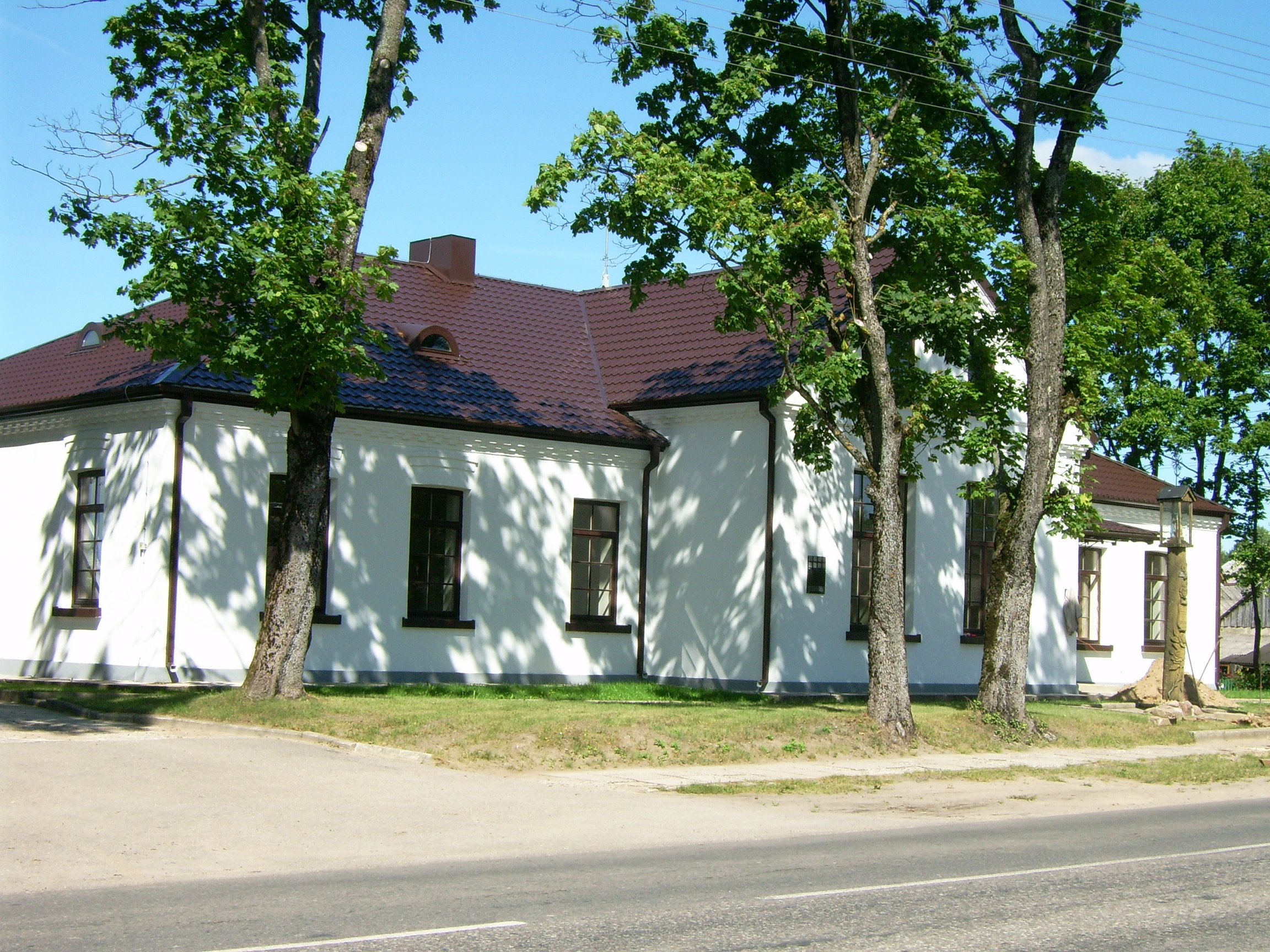
スカウドヴィレ警察署

スカウドヴィレ（リトアニア語: Skaudvilė  発音）は、リトアニア・タウラゲ郡の都市。タウラゲの北東26kmに位置する。

## 人口の変遷
- 1846年 - 442人
- 1868年 - 712人
- 1897年 - 1,390人
- 1900年 - 1,413人
- 1923年 - 1,362人
- 1938年 - 2,800人
- 1970年 - 2,495人
- 1976年 - 2,600人
- 1979年 - 2,465人
- 1989年 - 2,436人
- 2001年 - 2,140人